# Elizabeth Thompson

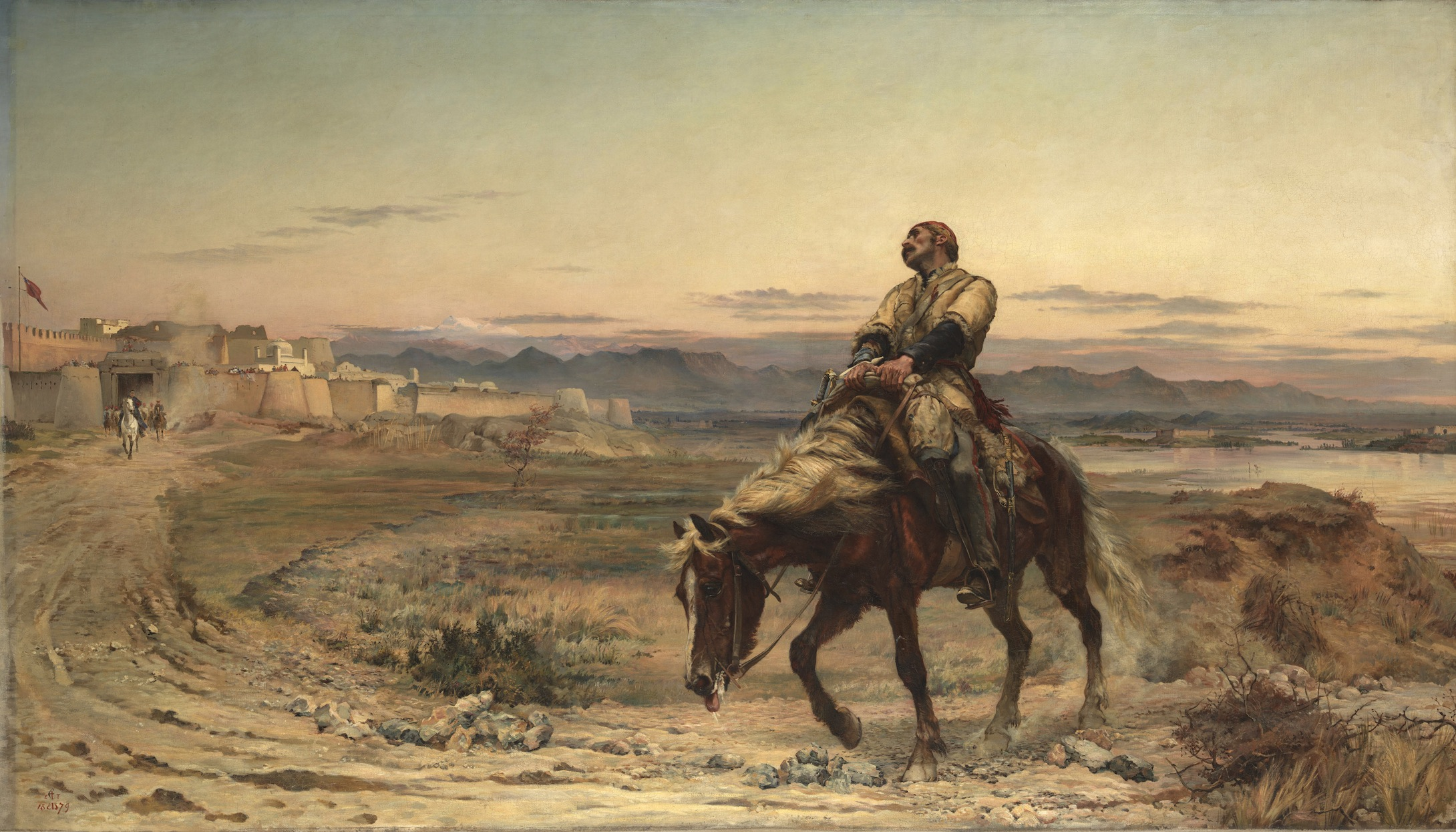
Szczątki armii – obraz przedstawiający przybycie W. Brydona do Dżalalabadu 13 stycznia 1842 r.

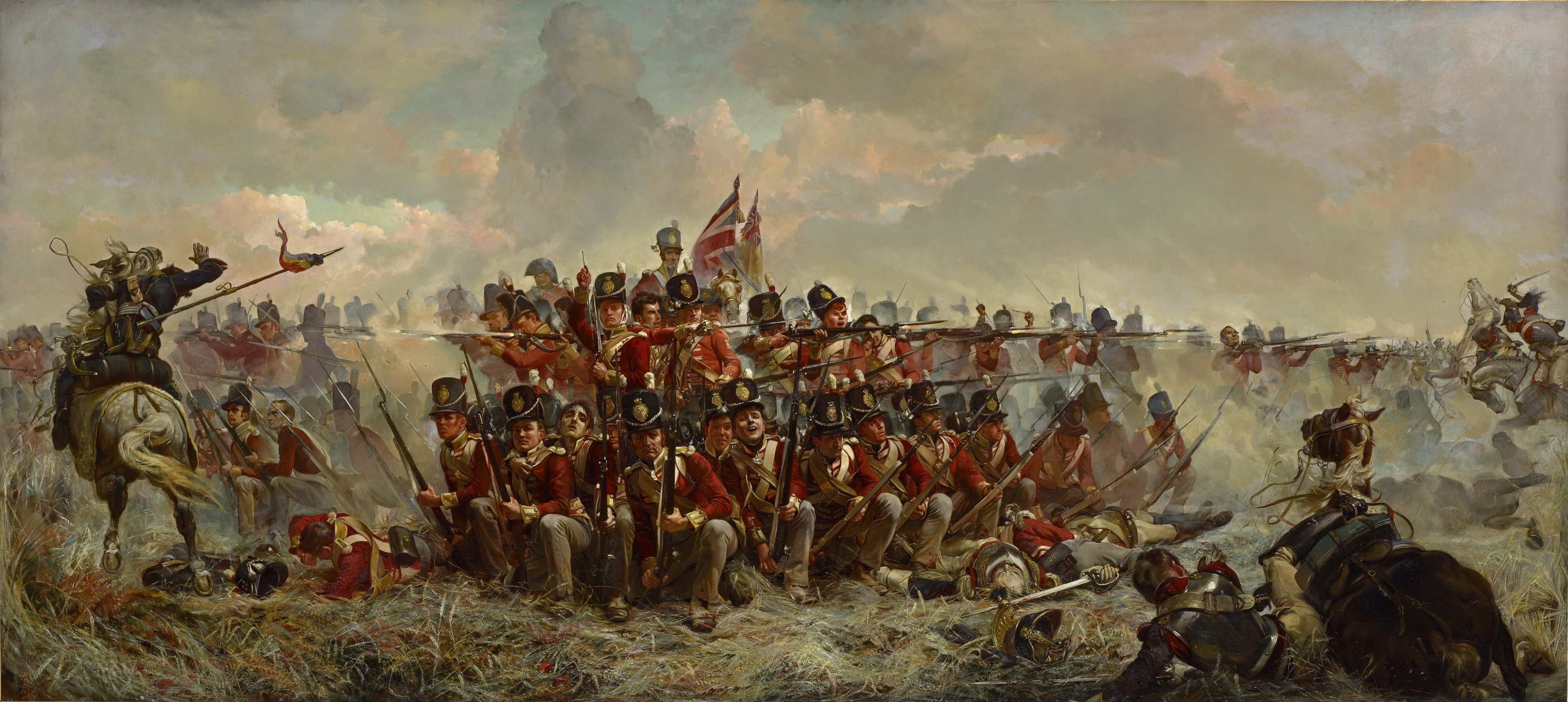
28 Pułk pod Quatre Bras – Anglicy odpierający szarżę francuskiej i polskiej kawalerii Napoleona

Elizabeth Thompson, Elizabeth Butler lub Lady Butler (ur. 3 listopada 1846 w Lozannie, zm. 2 października 1933 w Bansha w hrabstwie Tipperary) – brytyjska malarka historyczna. 
Jako pierwsza kobieta odniosła znaczny sukces w malarstwie historycznym, specjalizując się w scenach batalistycznych. Jej mężem był oficer brytyjski, późniejszy generał sir William Butler.
Urodziła się w Lozannie w Szwajcarii z mieszanego małżeństwa angielsko-szwajcarskiego. Otrzymała staranne wykształcenie, studiowała we Włoszech – w akademii florenckiej i w londyńskiej Female School of Art. Początkowo zajmowała się tematyką religijną, malowała pejzaże i portrety. Po zapoznaniu się we Francji z malarstwem inspirowanym wojną francusko-pruską, zainteresowała się tematyką militarną. W 1874 roku obraz zatytułowany Apel (The Roll Call), wystawiony w Akademii Królewskiej, zdobył uznanie krytyków i popularność wśród publiczności. Ostatecznie zakupiła go królowa Wiktoria. Przez kilka następnych lat lady Butler cieszyła się sławą najpopularniejszej brytyjskiej malarki. Miała studio w Portsmouth, gdzie pozowali jej żołnierze w oryginalnym umundurowaniu i z autentycznym uzbrojeniem.
Późniejsze jej prace, zwłaszcza po 1881, nie wzbudzały już takiego zainteresowania, z uwagi na realistyczne przedstawianie cierpień powodowanych przez wojny, co wzbudzało niechęć krytyków. Ostatnie lata spędziła w Irlandii. Malowała do końca życia, nie odzyskując jednak początkowej popularności.

## Ważniejsze prace
1. The Magnificat (1872)
2. Missing (1873)
3. Calling the Roll after an Engagement (lub The Roll Call) (1874)
4. The 28th Regiment at Quatre Bras
5. Balaclava (1876)
6. Missed (1876)
7. The Return from Inkerman (1877)
8. The Remnants of an Army (1879)
9. Listed for the Connaught Rangers (1879)
10. The Defence of Rorke's Drift (1880)
11. Scotland Forever! (1881)
12. Tel-el-Kebir (1885)
13. Evicted (1890)
14. The Camel Corps (1891)
15. Halt in a Forced March (1892)
16. The Rescue of the Wounded (1895)
17. Steady the Drums and Fifes (1896)
18. Floreat Etona (1898)
19. Dawn at Waterloo (1898)
20. The Morning of Talavera (1898)